# Aquilinae
Aquilinae Vigors, 1825 è una sottofamiglia di uccelli della famiglia degli Accipitridi.

## Tassonomia
La sottofamiglia Aquilinae comprende i seguenti generi e specie:
- Genere Nisaetus
  - Nisaetus cirrhatus (Gmelin, JF, 1788) - aquila dal ciuffo variabile
  - Nisaetus floris (Hartert, 1898) - aquila dal ciuffo di Flores
  - Nisaetus nipalensis Hodgson, 1836 - aquila dal ciuffo di Hodgson
  - Nisaetus kelaarti (Legge, 1878) - aquila dal ciuffo di Legge
  - Nisaetus alboniger Blyth, 1845 - aquila dal ciuffo di Blyth
  - Nisaetus bartelsi (Stresemann, 1924) - aquila dal ciuffo di Giava
  - Nisaetus lanceolatus (Temminck & Schlegel, 1844) - aquila dal ciuffo di Sulawesi
  - Nisaetus philippensis (Gould, 1863) - aquila dal ciuffo delle Filippine
  - Nisaetus pinskeri (Preleuthner & Gamauf, 1998) - aquila dal ciuffo di Pinsker
  - Nisaetus nanus (Wallace, 1868) - aquila dal ciuffo di Wallace
- Genere Spizaetus
  - Spizaetus tyrannus (Wied-Neuwied, 1820) - aquila dal ciuffo nera
  - Spizaetus melanoleucus (Vieillot, 1816) - aquila dal ciuffo bianca e nera
  - Spizaetus ornatus (Daudin, 1800) - aquila dal ciuffo ornata
  - Spizaetus isidori (Des Murs, 1845) - aquila dal ciuffo nera e castana
- Genere Stephanoaetus
  - Stephanoaetus coronatus (Linnaeus, 1766) - aquila coronata
- Genere Lophotriorchis
  - Lophotriorchis kienerii (de Sparre, 1835) - aquila dal ciuffo ventrerosso
- Genere Polemaetus
  - Polemaetus bellicosus (Daudin, 1800) - aquila marziale
- Genere Lophaetus
  - Lophaetus occipitalis (Daudin, 1800) - aquila dal lungo ciuffo
- Genere Ictinaetus
  - Ictinaetus malaiensis (Temminck, 1822) - aquila nera
- Genere Clanga
  - Clanga pomarina (Brehm, CL, 1831) - aquila anatraia minore
  - Clanga hastata (Lesson, 1831) - aquila anatraia indiana
  - Clanga clanga (Pallas, 1811) - aquila anatraia maggiore
- Genere Hieraaetus
  - Hieraaetus wahlbergi (Sundevall, 1850) - aquila di Wahlberg
  - Hieraaetus pennatus (Gmelin, JF, 1788) - aquila minore
  - Hieraaetus morphnoides (Gould, 1841) - aquila minore australiana
  - Hieraaetus weiskei (Reichenow, 1900) - aquila pigmea
  - Hieraaetus ayresii (Gurney, 1862) - aquila minore di Ayres
- Genere Aquila
  - Aquila rapax (Temminck, 1828) - aquila rapace
  - Aquila nipalensis Hodgson, 1833 - aquila delle steppe
  - Aquila adalberti Brehm, CL, 1861 - aquila imperiale occidentale
  - Aquila heliaca Savigny, 1809 - aquila imperiale orientale
  - Aquila gurneyi Gray, GR, 1861 - aquila di Gurney
  - Aquila chrysaetos (Linnaeus, 1758) - aquila reale
  - Aquila audax (Latham, 1802) - aquila codacuneata
  - Aquila verreauxii Lesson, 1831 - aquila di Verreaux
  - Aquila africana (Cassin, 1865) - aquila minore di Cassin
  - Aquila fasciata Vieillot, 1822 - aquila di Bonelli
  - Aquila spilogaster (Bonaparte, 1850) - aquila minore africana